# Classe Khabarovsk
La classe Khabarovsk (in cirillico: Хабаровск) anche nota con il nome di Progetto 09851 è una classe di sottomarini ad uso speciale in fase di costruzione per conto della Marina russa.
Basati sul design adottato per la classe Borei ma sprovvisti di tubi di lancio verticali, i sottomarini di questa classe sono progettati per trasportare i siluri nucleari a guida autonoma Poseidon, secondo tipo di vettore dopo il K-329 Belgorod. Il dislocamento dovrebbe aggirarsi attorno alle 10.000 tonnellate ed è probabile che vengano equipaggiati missili anti-nave e da attacco terrestre.
Alcune fonti inoltre suggeriscono che le unità successive alla capoclasse, appartengano ad un progetto più avanzato denominato Progetto 09853.
Il varo della capoclasse Khabarovsk, che doveva avvenire a giugno del 2020, è stato rimandato al 2021.

## Unità
| Nome       | Progetto | Impostazione   | Varo         | Entrata in servizio | Flotta   | Stato          | Note |
| ---------- | -------- | -------------- | ------------ | ------------------- | -------- | -------------- | ---- |
| Khabarovsk | 09851    | 27 luglio 2014 | autunno 2021 | 2023                | del Nord | In costruzione |      |
| Ulyanovsk  | 09853    | 2017           |              | 2027                |          | In costruzione |      |